# Paolla Oliveira
Caroline Paola Oliveira da Silva, conosciuta come Paolla Oliveira (San Paolo, 14 aprile 1982), è un'attrice brasiliana.

## Biografia
Dopo essersi laureata in fisioterapia, Paolla Oliveira ha raggiunto popolarità a inizio anni 2000 recitando nelle telenovelas Belíssima e O Profeta. A giugno 2009 ha vinto la sesta edizione della versione brasiliana di Dancing with the Stars. Tra il 2013 e il 2014, grazie al suo ruolo da protagonista in Amor à vida, ha ricevuto numerosi riconoscimenti, tra cui un Melhores do Ano. Nel 2015 ha prodotto lo spettacolo teatrale Foi Você Quem Pediu Para Eu Contar Minha História. Nel 2019, per il suo lavoro in A Dona do Pedaço, ha trionfato come miglior attrice ai BreakTudo Awards.

## Filmografia

### Cinema
- Rinha, regia di Marcelo Galvão (2008)
- Entre Lençóis, regia di Gustavo Nieto Roa (2008)
- Uma Professora Muito Maluquinha, regia di André Alves Pinto e César Rodrigues (2010)
- Em Nome da Lei, regia di Fernando Grostein Andrade (2016)

### Televisione

#### Attrice
- Metamorphoses - serial TV (2004)
- Belíssima – serial TV (2005)
- O Profeta – serial TV (2006)
- Os Amadores – serial TV (2007)
- Faça Sua História - serie TV (2008)
- Casos e Acasos – serie TV (2008)
- Ciranda de pedra – serial TV (2008)
- Cama de Gato – serial TV (2009)
- As Cariocas - serial TV (2010)
- Afinal, o Querem as Mulheres? – serial TV (2010)
- Insensato Coração – serial TV (2011)
- Tapas & Beijos – serie TV (2012)
- Amor à vida – serial TV (2013-2014)
- Felizes para Sempre? – serie TV (2015)
- Além do Tempo – serial TV (2015)
- A Força do Querer – serial TV (2017)

#### Concorrente
- Dança dos Famosos 6 - Globo (2009)
- Dança dos Famosos 18 - Globo (2021)